# Urisee

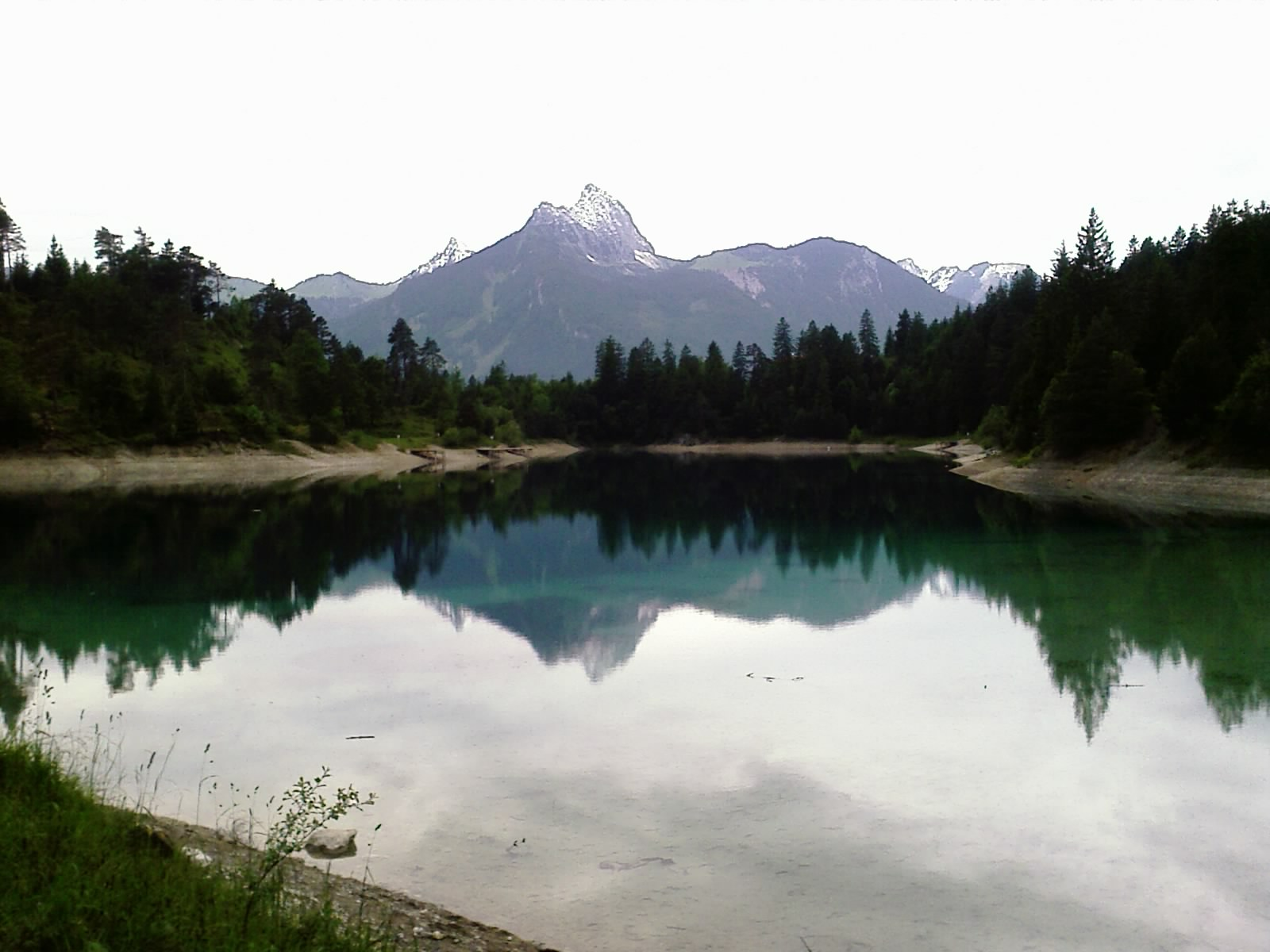
Urisee

Der Urisee ist ein kleiner Badesee bei Reutte in Tirol. 
Der See liegt unweit der Umfahrungsstraße Reutte und befindet sich im Eigentum der Marktgemeinde Reutte.
Der Großteil der Liegeflächen ist natürliche Uferzone, nur ein kleiner Teil ist begradigt und besteht aus Holz- oder Betonflächen. Die Anfahrt zum Urisee führt über den Ortsteil Mühl von Reutte.
Die Wassertemperatur steigt im Sommer auf bis zu 23 Grad an. Die maximale Tiefe des Sees beträgt 38 Meter.
Eine Besonderheit des Urisees ist, dass er weder einen Zufluss noch einen Abfluss besitzt und der Wasserspiegel daher großen Schwankungen ausgesetzt ist (bis zu 4 m). 
Die Wasserqualität des Urisees wird von der EU-Kommission mit dem blauen Dreieck bewertet, die beste von drei Kategorien.
Der Urisee ist ein beliebter Tauchsee. Die Tiefe wie auch die Sichtweite von sieben bis zwanzig Meter ist dafür optimal geeignet. Die Unterwasserlandschaft bietet bizarre Formationen aus Felsen und von Schleimalgen bewachsenen Bäumen an.
Wanderwege rund um den Urisee und zur Dürrenberg Alm sind im Winter beliebte Rodelbahnen.